# Pierwsza miłość
Pierwsza miłość (littéralement: Premier amour) est un soap opera polonais diffusé depuis le 4 novembre 2004 sur Polsat.
Ce feuilleton est inédit dans les pays francophones.

## Distribution
- Aneta Zając (pl) : Maria Domańska
- Aleksandra Zienkiewicz (pl) : Kinga Kulczycka
- Łukasz Płoszajski (pl) : Artur Kulczycki
- Maciej Tomaszewski (pl) : Marek Żukowski
- Maria Pakulnis (pl) : Aneta Pałkowska
- Paweł Okoński (pl) : Marian Śmiałek
- Anna Ilczuk (pl) : Emilia Miedzianowska
- Rafał Kwietniewski (pl) : Bartek Miedzianowski
- Marek Pyś (pl) : Zenon Łazanek
- Włodzimierz Adamski (pl) : Ludwik Pieczuk
- Maria Gładkowska (pl) : Jagna Miedzianowska
- Jan Monczka (pl) : Jacek Miedzianowski
- Jan Jankowski (pl) : Grzegorz Król
- Paweł Krucz (pl) : Błażej Król
- Urszula Dębska (pl) : Sabina Weksler
- Dominika Chorosińska : Sylwia Majchrzak.
- Grażyna Wolszczak (pl) : Grażyna Weksler
- Karol Strasburger (pl) : Karol Weksler
- Michał Koterski (pl) : Henryk "Kaśka" Saniewski
- Joanna Kupińska (pl) : Izabela Czaja-Kulczycka
- Lech Dyblik (pl) : Roman Kłosek
- Agnieszka Wielgosz (pl) : Malwina Dąbek-Florek
- Anita Poddębniak (pl) : Dorota Makowska
- Grażyna Zielińska (pl) : Celina Płaczkowska
- Mirosław Kropielnicki (pl) : Seweryn Krojewicz
- Mateusz Banasiuk : Radosław Zieliński
- Joanna Opozda (pl) : Jowita Kaczmarek
- Piotr Głowacki : Wojciech Jancia
- Katarzyna Ankudowicz (pl) : Beata Mazur
- Julia Pogrebińska : Paulina Sobolewska
- Honorata Witańska (pl) : Marta Andruszkiewicz